# رستم هوكسها
رستم هوكسها (بالألبانية: Rustem Hoxha‏) (21 يوليو 1991 بدراس في ألبانيا - ) هو لاعب كرة قدم ألباني في مركز الدفاع. شارك مع منتخب ألبانيا تحت 19 سنة لكرة القدم ومنتخب ألبانيا تحت 21 سنة لكرة القدم. أما مع النوادي، فقد لعب مع نادي تيوتا دورس وKF Luftëtari ‏.

## وصلات خارجية
- رستم هوكسها على موقع الاتحاد الأوربي (الإنجليزية)
- رستم هوكسها على موقع قاعدة بيانات كرة القدم.إي يو (الإنجليزية)
- رستم هوكسها على موقع Soccerway.com (الإنجليزية)
- رستم هوكسها على موقع عالم كرة القدم.نت (الإنجليزية)